# مهماز (نبات)

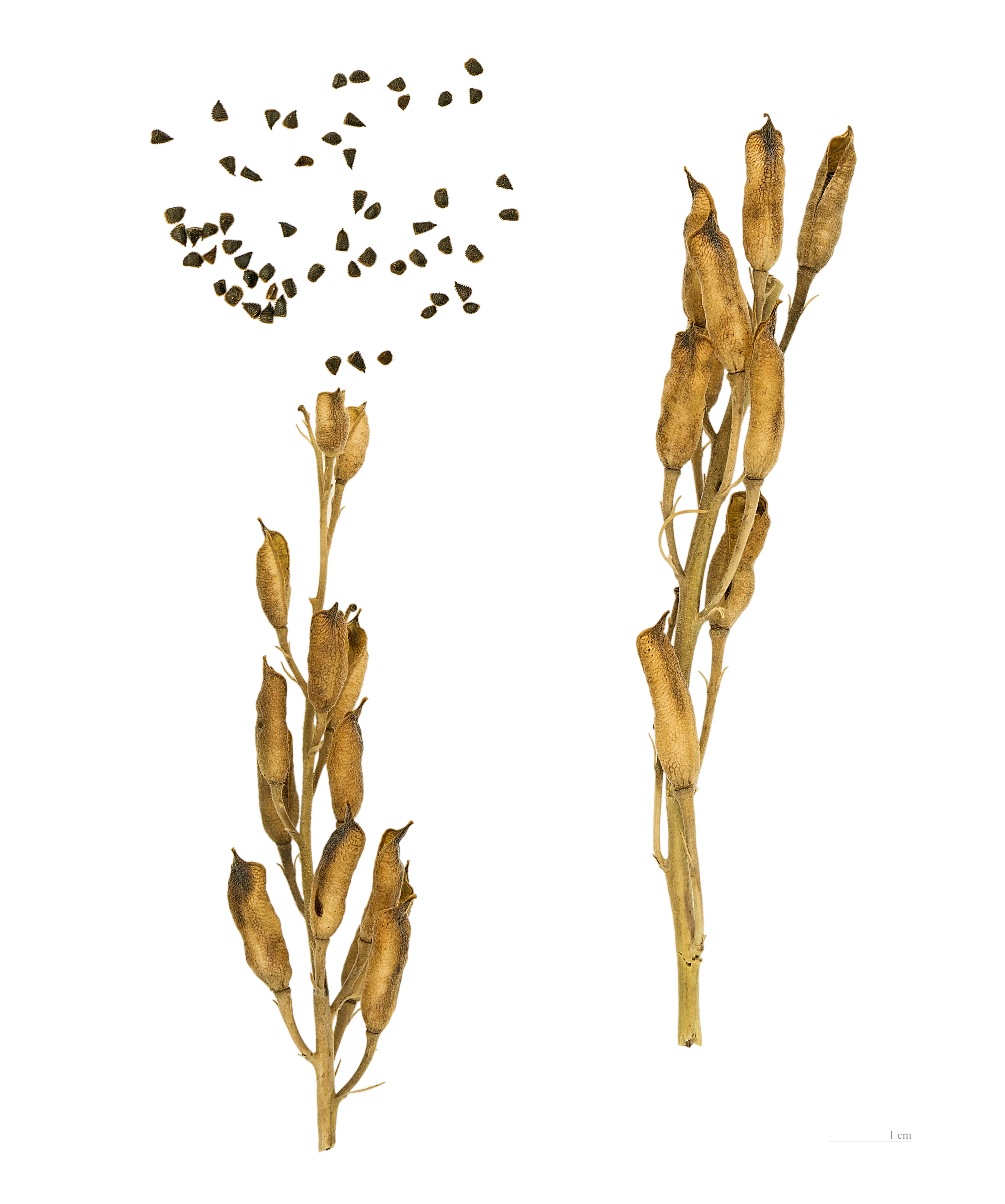
البصيلات والبذور

المهماز أو العائق أو لسان العصفور (الاسم العلمي: Consolida ajacis) هو نبات سنوي مزهر من فصيلة الحوذانية موطنها أوراسيا، وينتشر في معظم أمريكا الشمالية، كثيرا ما يزرع في الحدائق كزينة، وأزهاره تكون زرقاء أو وردية أو بيضاء، وقد يصل ارتفاعه إلى متر، وبعض أنواعه تكون سامة.

## معرض الصور

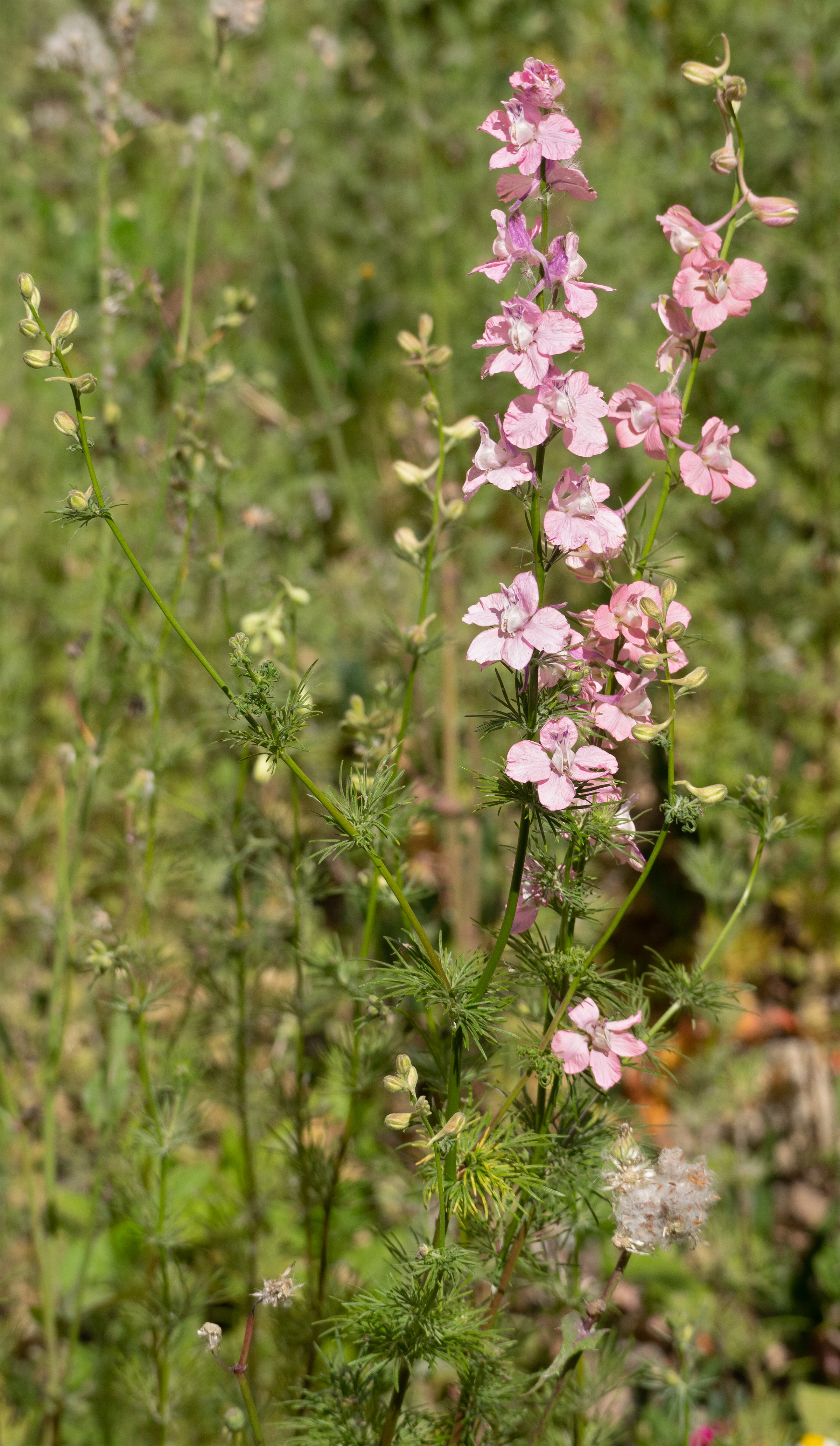
في إسبانيا
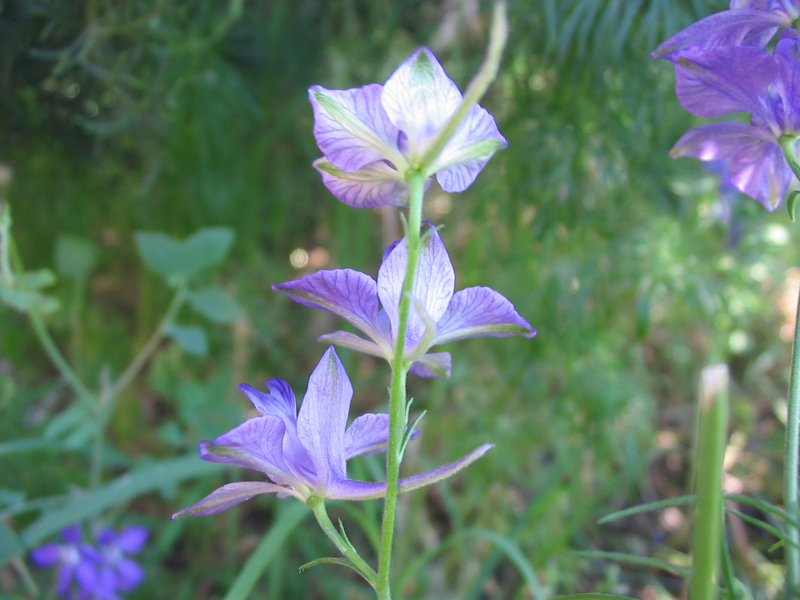
في إسبانيا
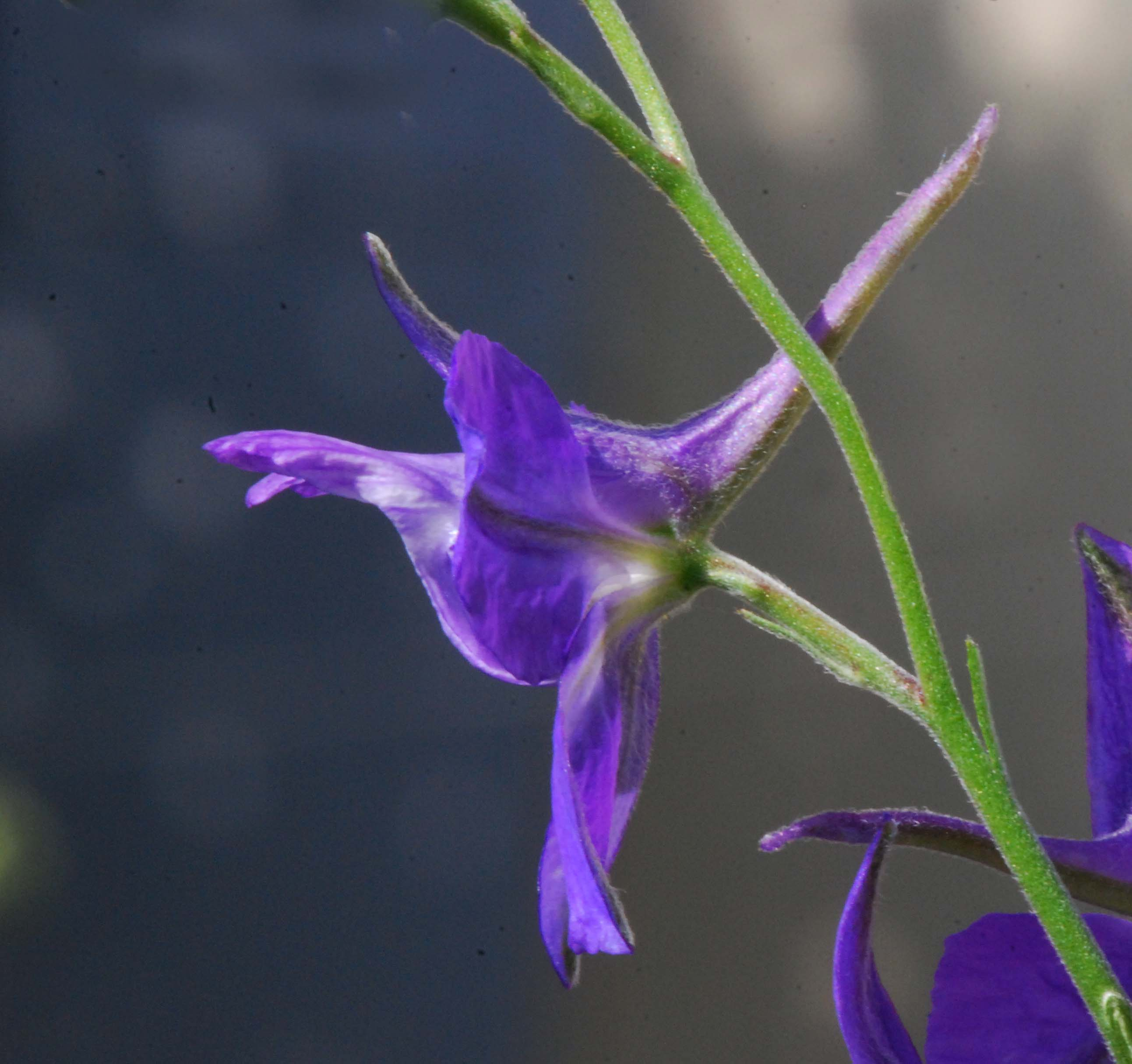
في فرنسا